# انبارغله (همدان)
انبارغله مربوط به دوره پهلوی است و در همدان، انتهای خیابان پاستور، پشت بیمارستان سینا، انبارغله واقع شده و این اثر در تاریخ ۵ تیر ۱۳۸۴ با شمارهٔ ثبت ۱۱۹۴۸ به‌عنوان یکی از آثار ملی ایران به ثبت رسیده است.